# Stockar McDougle
Stockar McDougle (Pompano Beach, 11 gennaio 1977) è un ex giocatore di football americano statunitense che ha militato nel ruolo di offensive lineman nella National Football League (NFL).

## Carriera
Al college McDougle giocò a football a Oklahoma. Fu scelto come ventesimo assoluto dai Detroit Lions nel Draft NFL 2000. Debuttò il 5 novembre nella settimana 10 contro gli Atlanta Falcons e chiuse la sua stagione da rookie con otto presenza, tutte come titolare. Nel 2001 fu partente in tre gare su nove e in undici su dodici nel 2002.  Nel 2003 e 2004 giocò tutte le partite come offensive tackle destro titolare. Nel 2003 i Lions concesso un minimo nella storia del club di 11 sack, seguiti però da 37 nel 2004. In quest'ultima annata McDougle aiutò il running back rookie Kevin Jones a correre 1.113 yard, il quinto massimo della NFC quella stagione.
Il 15 marzo 2005 McDougle firmò con i Miami Dolphins. Con essi disputò 9 partite, di cui 2 come titolare.
Il 15 marzo 2006 McDougle firmò con i Jacksonville Jaguars. Nella prima stagione con la nuova squadra disputò 11 partite, nessuna delle quali come titolare. Il 18 agosto 2007 fu inserito in lista infortunati per la rottura del tendine d'Achille, perdendo tutta l'annata. Si ritirò dopo quella stagione.